# Ubuntu Budgie
Ubuntu Budgie é uma versão oficial do Ubuntu para a comunidade, com o ambiente de desktop Budgie. Ele combina o núcleo estável e completamente testado do Ubuntu com um desktop moderno, leve e tradicional desenvolvido pelo projeto Solus.

## História
O Ubuntu Budgie começou como uma variação não-oficial da comunidade em paralelo com o Ubuntu 16.04 LTS, conhecido como Budgie-Remix. O Budgie-Remix 16.10 foi lançado mais tarde seguindo estritamente o prazo divulgado para o Ubuntu 16.10.
Esta versão acabou reconhecida como uma derivação oficial, desenvolvida pela comunidade do Ubuntu e foi renomeada como Ubuntu Budgie. Vincenzo Bovino foi contratado como o gerente de marca e relações públicas.
O Ubuntu Budgie 17.04 foi lançado em abril de 2017 e foi atualizado para a versão 17.10 em outubro de 2017.

## Lançamentos
| Legenda: | Versão antiga, não mantida | Versão mais antiga, ainda mantida | Versão estável atual | Versão de prévia mais recente | Lançamento futuro |

| Versão    | Codinome          | Data de lançamento    | Suportado até | Detalhes |
| --------- | ----------------- | --------------------- | ------------- | --- |
| 16.04 LTS | Xenial Xerus      | 25 de abril de 2016   | 2018-08       | Primeiro lançamento, com o nome budgie-remix                                                                     |
| 16.10     | Yakkety Yak       | 16 de outubro de 2016 | 2017-07-20    | |
| 17.04     | Zesty Zapus       | 11 de abril de 2017   | 2018-01       | Primeiro lançamento após renomeação para Ubuntu Budgie sendo reconhecido como uma das versões oficiais do Ubuntu |
| 17.10     | Artful Aardvark   | 19 de outubro de 2017 | 2018-07       | |
| 17.10.1   | Artful Aardvark   | 12 de janeiro de 2018 | 2018-07       | |
| 18.04 LTS | Bionic Beaver     | 26 de abril de 2018   | 2021-04       | |
| 18.10     | Cosmic Cuttlefish | 18 de outubro de 2018 | 2019-07       | |
| 19.04     | Disco Dingo       | 18 de abril de 2019   | 2020-01       | |
| 19.10     | Eoan Ermine       | 17 de outubro de 2019 | 2020-07       | |
| 20.04 LTS | Focal Fossa       | 23 de abril de 2020   | 2023-04       | |
| 20.10     | Groovy Gorilla    | 22 de outubro de 2020 | 2021-07       | |
| 21.04     | Hirsute Hippo     | 22 de abril de 2021   | 2022-01       | |
| 21.10     | Impish Indri      | 14 de outubro de 2021 | 2022-07       | |
| 22.04 LTS | Jammy Jellyfish   | 21 de abril de 2022   | 2025-04       | |
| 22.10     | Kinetic Kudu      | 20 de outubro de 2022 | 2023-07       | |
| 23.04     | Lunar Lobster     | 20 de abril de 2023   | 2024-01       | |
| 23.10     | Mantic Minotaur   | 12 de outubro de 2023 | 2024-07       | |